# クロフォード・マレー・マクレホース

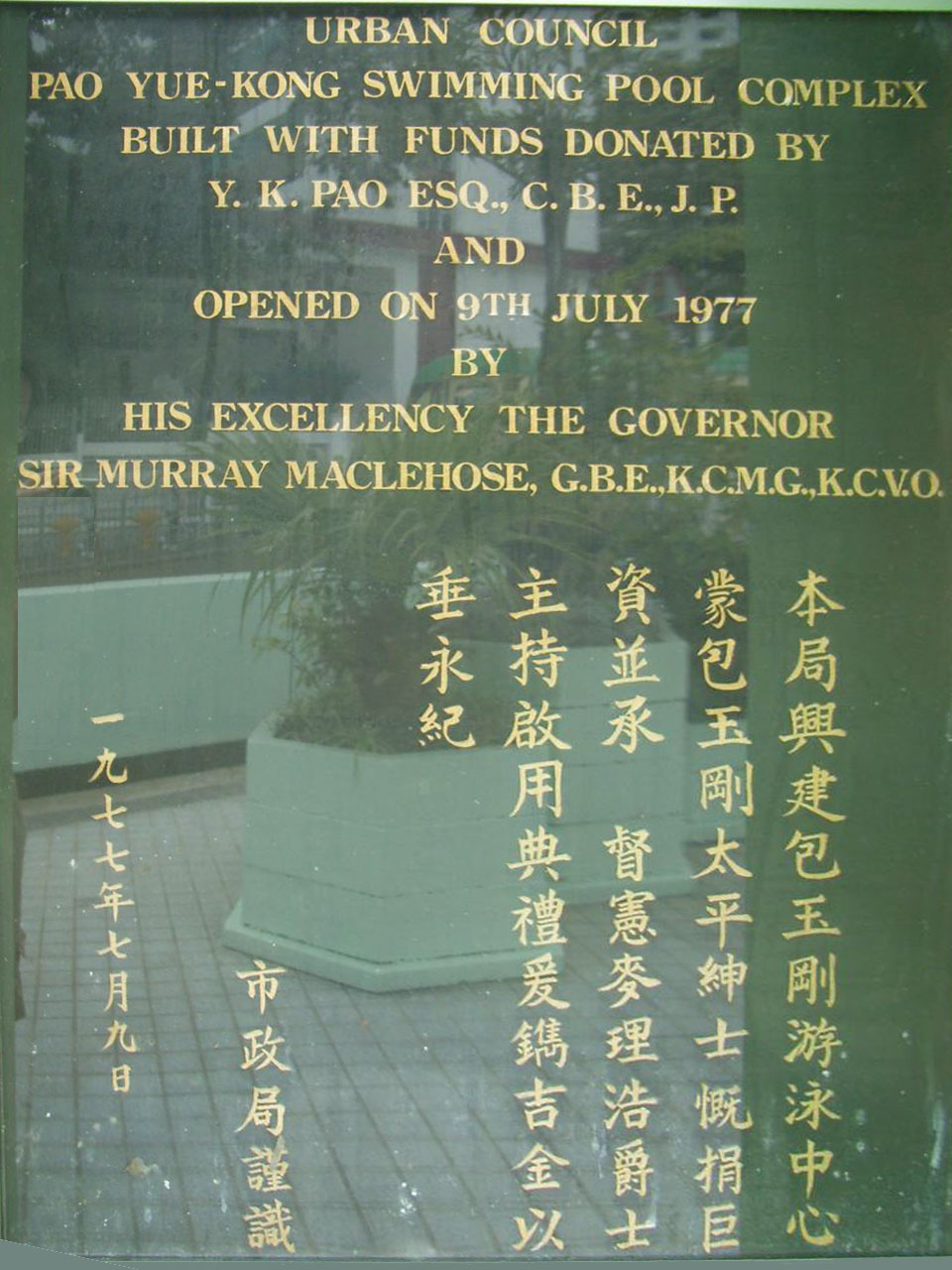
マクレホースは香港のさまざまな礎石や記念碑に名を残している。写真は香港島南部にある公共プール「包玉剛遊泳池」のもの。

ビーチのマクレホース男爵クロフォード・マレー・マクレホース（英語: Crawford Murray MacLehose, Baron MacLehose of Beoch, KT GBE KCMG KCVO DL、繁体字: 麥理浩、1917年10月16日 – 2000年5月27日）は第25代香港総督。
1971年11月19日から4回再任され、1982年5月8日までおよそ10年半にわたる任期は歴代で最も長い。香港市民から親しまれ、高い評価を得た。1940年代に外交官として中国に駐在した経験がある。
1960年代後半からしばらくの期間は、中国の文化大革命、その影響を受けた香港左派暴動（1967年）の発生など、香港の政情は不安定であった。マクレホースは任期の前半を香港政治の安定に努めた。1973年に発覚した警察高官ピーター・F・ゴッドバーの汚職・逃亡事件を受けて、翌1974年に廉政公署を設置した。義務教育の導入、公営住宅建設・郊外開発を本格化し、さらに地下鉄の建設に着手、腐敗の払拭と社会基盤の整備を図った。「自由経済を重視しつつ、社会の安定に必要な最低限の使命は果たす」という香港政庁の政策の基礎が彼の時代に築かれた。こうした方針は、1980年にハッドン・ケイヴ財政司が「積極的不介入」と表現している。
1972年にイギリスが中華人民共和国との間で大使級の関係を樹立し、また1997年に新界租借期限が切れることから、任期の後半には中国との間で香港の将来に関する協議を始める。中華人民共和国成立後初めて北京を公式に訪問した香港総督となった。
香港の内外にわたり、重要な局面を切り抜けた功績は大きい。返還前の香港政治史において、最も重要な政治家の一人といえる。